# Leucania semiusta
Leucania semiusta là một loài bướm đêm trong họ Noctuidae.